# Maxomys ochraceiventer
Maxomys ochraceiventer är en däggdjursart som först beskrevs av Thomas 1894.  Maxomys ochraceiventer ingår i släktet taggråttor och familjen råttdjur. IUCN kategoriserar arten globalt som otillräckligt studerad. Inga underarter finns listade i Catalogue of Life.
Denna gnagare förekommer i kulliga områden och i bergstrakter på Borneo, vanligen mellan 300 och 1700 meter över havet. Den lever i skogar med dipterokarpväxter och med annan växtlighet.